# Metropolija Maribor
Metropolija Maribor je poleg Metropolije Ljubljana ena izmed dveh cerkvenih pokrajin v Sloveniji. Obsega Koroško, Štajersko in Prekmurje. Tvorijo jo tri škofije, in sicer Nadškofija Maribor, Škofija Celje in Škofija Murska Sobota. 
Vodi jo mariborski nadškof, ki je hkrati metropolit. 

## Zgodovina
7. aprila 2006 je namreč papež Benedikt XVI. z apostolsko konstitucijo Sacrorum Antistites ustanovil Mariborsko cerkveno pokrajino in mariborsko škofijo povzdignil v nadškofijo s sedežem metropolita. Ob tem sta bili na njenem dotedanjem ozemlju na novo ustanovljeni škofiji v Celju in Murski Soboti, ki odtlej kot njena sufragana spadata v Mariborsko metropolijo.

## Metropoliti
- Franc Kramberger (2006−2011)
- Marjan Turnšek   (2011−2013)
- Alojzij Cvikl    (2015–danes)

## Organizacija

### 2006
- škofija Celje
- škofija Murska Sobota
- nadškofija Maribor